# Rathenauplatz (Heilbronn)

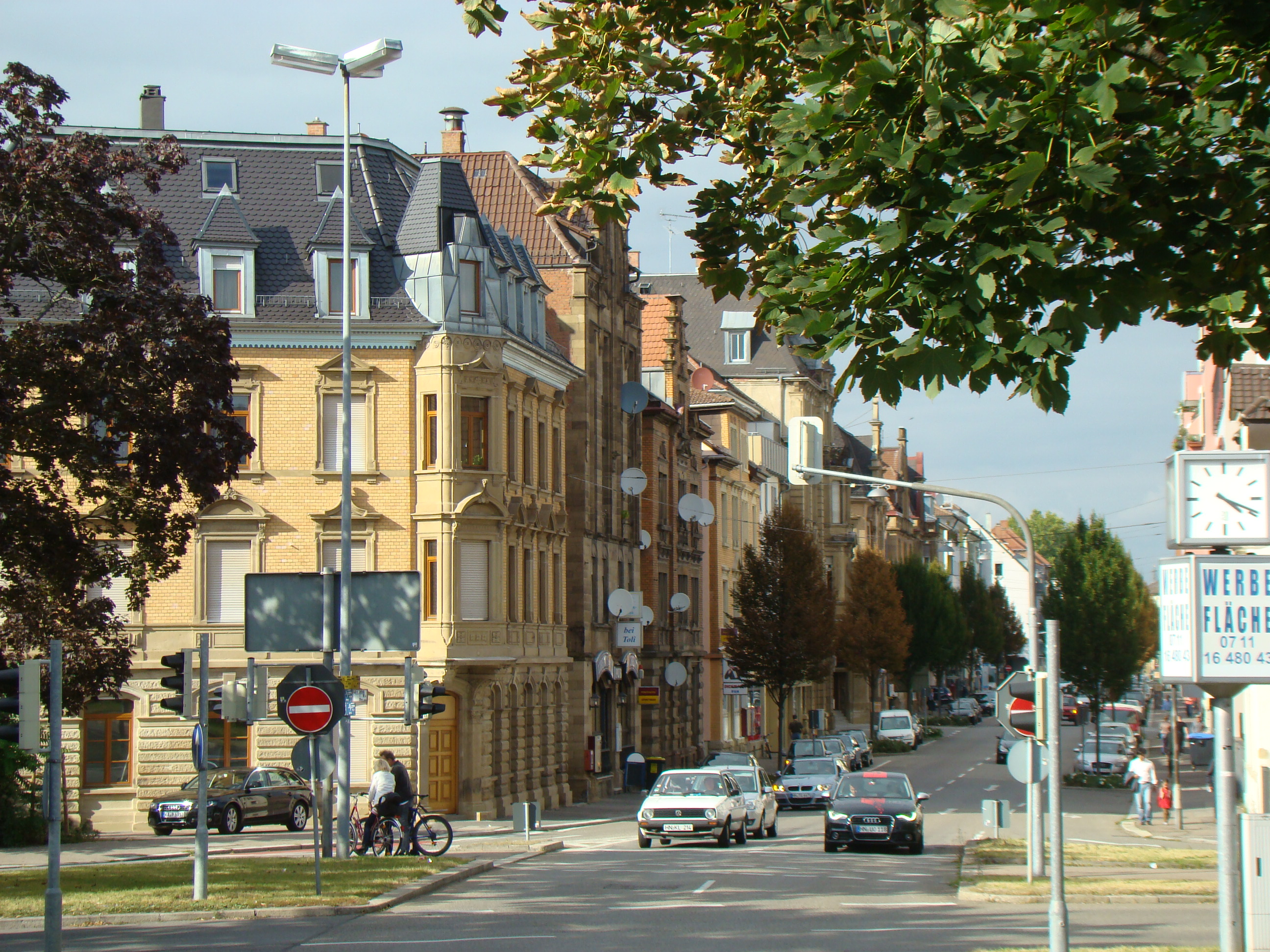
Rathenauplatz in Heilbronn, Blick in die Wilhelmstraße mit Eckhaus Nr. 68 („Europäischer Hof“)

Der Rathenauplatz liegt am südlichen Ende der Wilhelmstraße in Heilbronn. Der nach dem 1922 ermordeten Außenminister Walther Rathenau benannte Platz gehört zu den wenigen Plätzen mit relativ viel erhaltener historischer Bausubstanz in Heilbronn. Von den 1970er Jahren bis in die 1990er Jahre befand sich dort das Heilbronner Rotlichtviertel.

## Geschichte

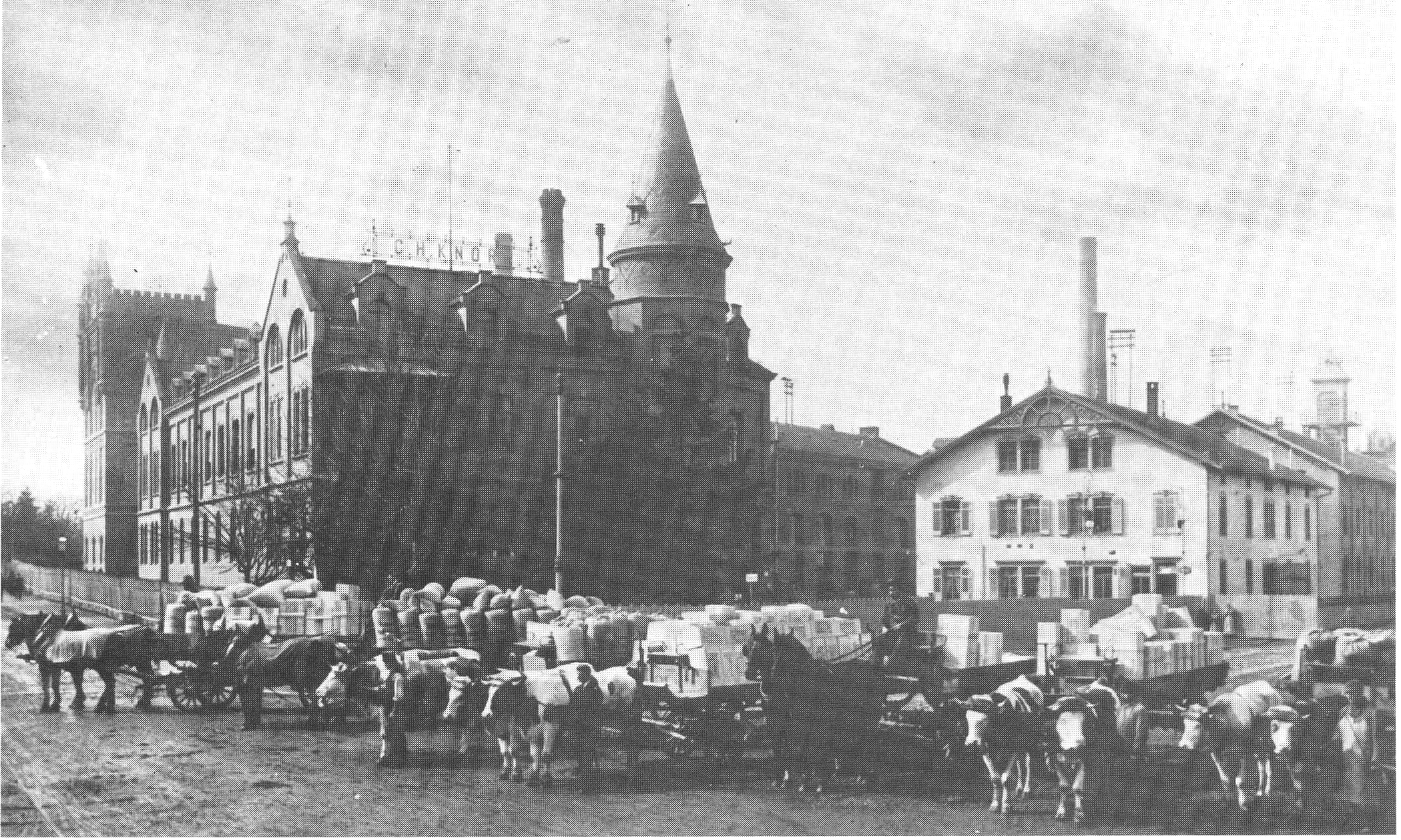
Das Knorr-Gebäude am heutigen Rathenauplatz vor 1900

Der Rathenauplatz bzw. die Knorrstraße befinden sich auf einem einstigen bronzezeitlichen und keltischen Gräberfeld. So wurden Gräber gefunden, die in die ältere Urnenfelderkultur bzw. zu der jüngeren frühen Latènezeit gehören.
Planmäßig überbaut wurde das Gelände erst 1873, als im Süden Heilbronns ein neues Wohngebiet entstand und der Südbahnhof errichtet wurde. Mit eigenem Gleisanschluss eröffnete Knorr dort seine Produktion von Suppenpräparaten.
Der etwas südlich außerhalb der Altstadt gelegene Platz hat im Zweiten Weltkrieg die Luftangriffe auf Heilbronn, bei denen die gesamte Altstadt zerstört wurde, vergleichsweise wenig beschadet überstanden.
In der Nachkriegszeit war der Rathenauplatz auch als „Anhalter Bahnhof“ bekannt, weil dort eine Mitfahrerzentrale zwischen Südbahnhof und Knorr entstanden war. Der Bretterzaun bei Knorr diente außerdem als „Schwarzes Brett“ für Suchanzeigen und Angebote aller Art. In der Mitte des Rathenauplatzes befand sich damals ein Rasenrondell mit einer elektrischen Uhr, die bis zum 14. Oktober 1948 wieder instand gesetzt wurde.

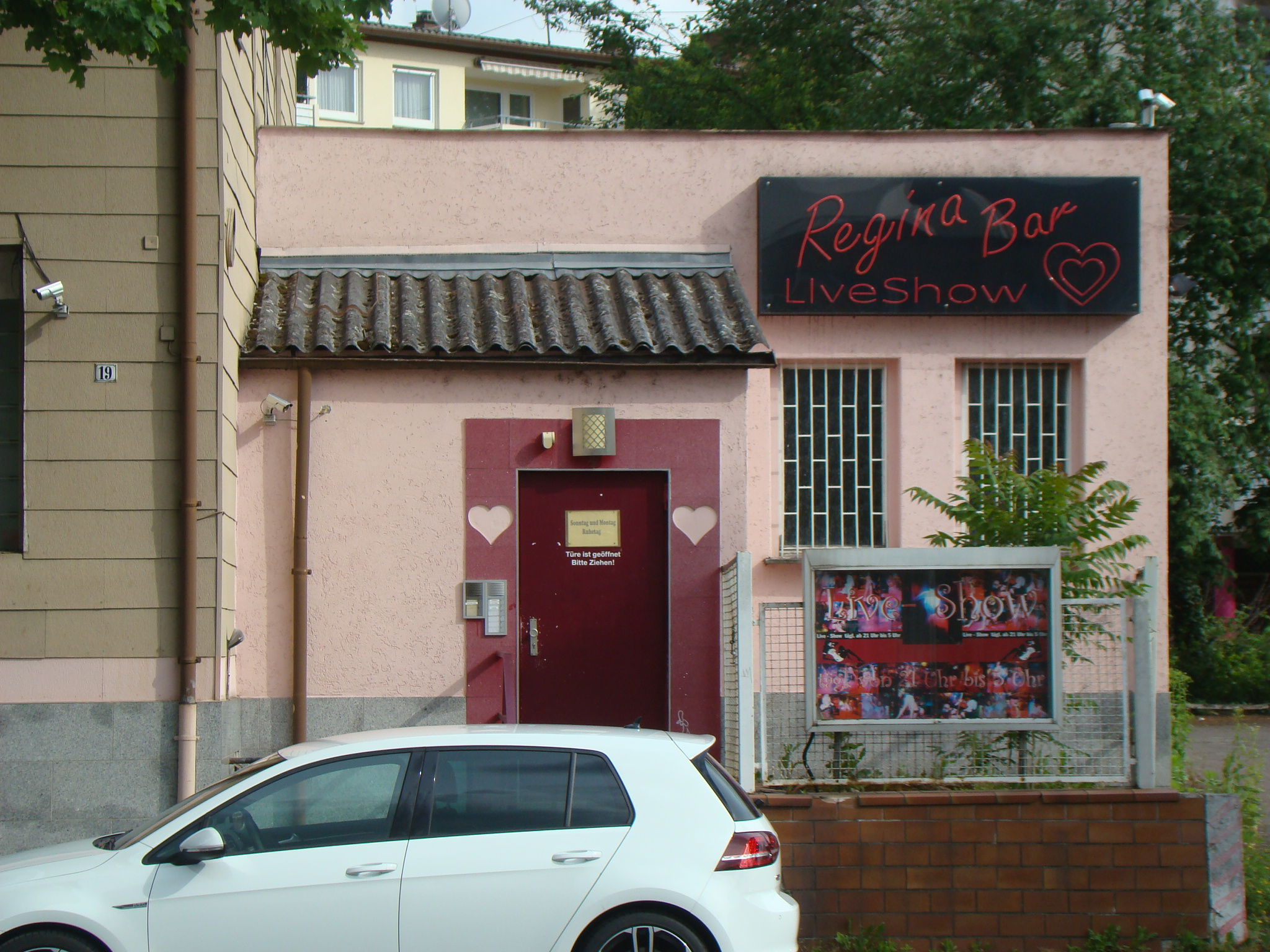
Die Regina Bar in der Sontheimer Straße 19 ist der letzte verbliebene Betrieb der einstigen Rotlichtmeile am Rathenauplatz

In den frühen 1970er Jahren etablierte sich das Heilbronner Rotlichtviertel am Rathenauplatz. Die eigentlichen Bordelle („S 3“ und „S 7“) waren in den Gebäuden Sontheimer Straße 3 und 7, die unmittelbar an der Einmündung der Sontheimer Straße in den Rathenauplatz gelegen sind. Dazu kam in der Sontheimer Straße 19 mit der Regina Bar ein Nachtlokal mit Striptease-Shows. In verschiedenen Gebäuden am Rathenauplatz gab es Bars und Gaststätten wie die Metro Bar, die Eden Bar oder den Europäischen Hof, die teilweise von denselben Inhabern geführt und von Kunden des Rotlichtbezirks frequentiert wurden. Zum Kundenkreis zählten vor allem auch Soldaten der nur wenig südlich vom Rathenauplatz gelegenen amerikanischen Kasernen. Weitere Gaststätten für das primär amerikanische Publikum reihten sich hinter dem Europäischen Hof in der Wilhelmstraße auf, z. B. der Liberty Pub in der Wilhelmstraße 66. Zu den gut frequentierten Amüsierbetrieben der Amerikaner zählte auch die Diskothek Altstadt im weitläufigen Keller der Happelstraße 29 wenige Meter östlich des Rathenauplatzes.
Die Stadt Heilbronn hat einige der früheren Rotlichtgebäude in den späten 1990er Jahren aufgekauft und das Rotlichtviertel in die Heilbronner Hafenstraße verlegt. Die frühere Rotlichtmeile galt danach als Sanierungsgebiet Rathenauplatz Quadrant IV, Heilbronn. Von den früheren Rotlichtbetrieben um den Rathenauplatz ist einzig die Regina Bar verblieben.

## Gegenwart

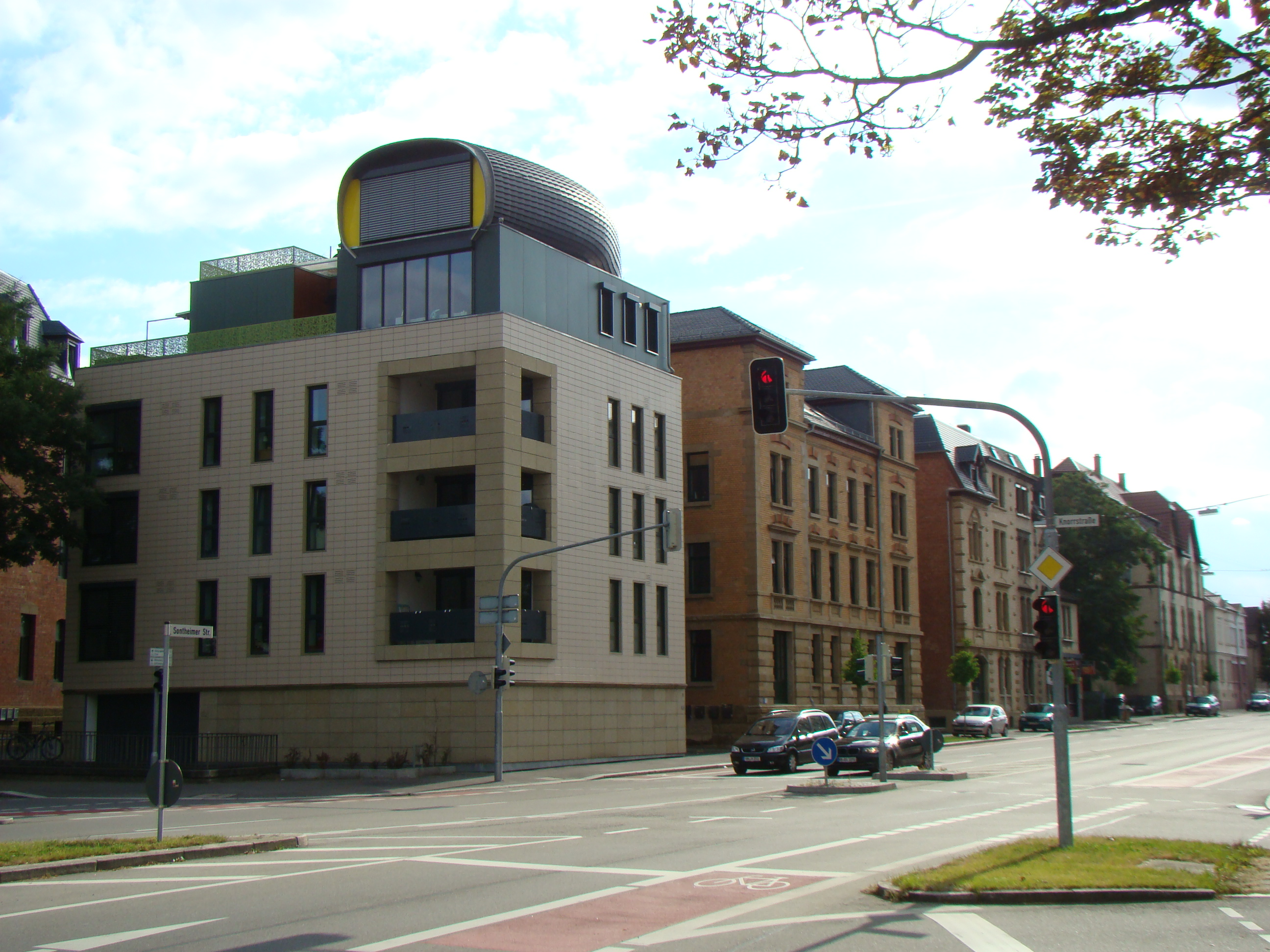
Blick vom Rathenauplatz in die Sontheimer Straße mit der früheren Eden Bar und den ehemaligen Bordellen S 3 und S 7

Die „teils denkmalgeschützten, teils auch als städtebaulich bedeutsam klassifizierten Häuser“ am Rathenauplatz wurden zu Beginn des 21. Jahrhunderts saniert. Historische Gebäude am Rathenauplatz sind der denkmalgeschützte Europäische Hof an der Ecke Wilhelmstraße/Rathenauplatz und das denkmalgeschützte Gebäude der ehemaligen Metro Bar an der Ecke Charlotten-/Sontheimer Straße/Rathenauplatz. Die Gebäude werden heute größtenteils zu Wohn- oder Bürozwecken genutzt.
Weitere markante Gebäude am Rathenauplatz sind das Knorr-Gebäude an der Ecke Sontheimer Straße/Rathenauplatz und das Knorr-Kochzentrum.

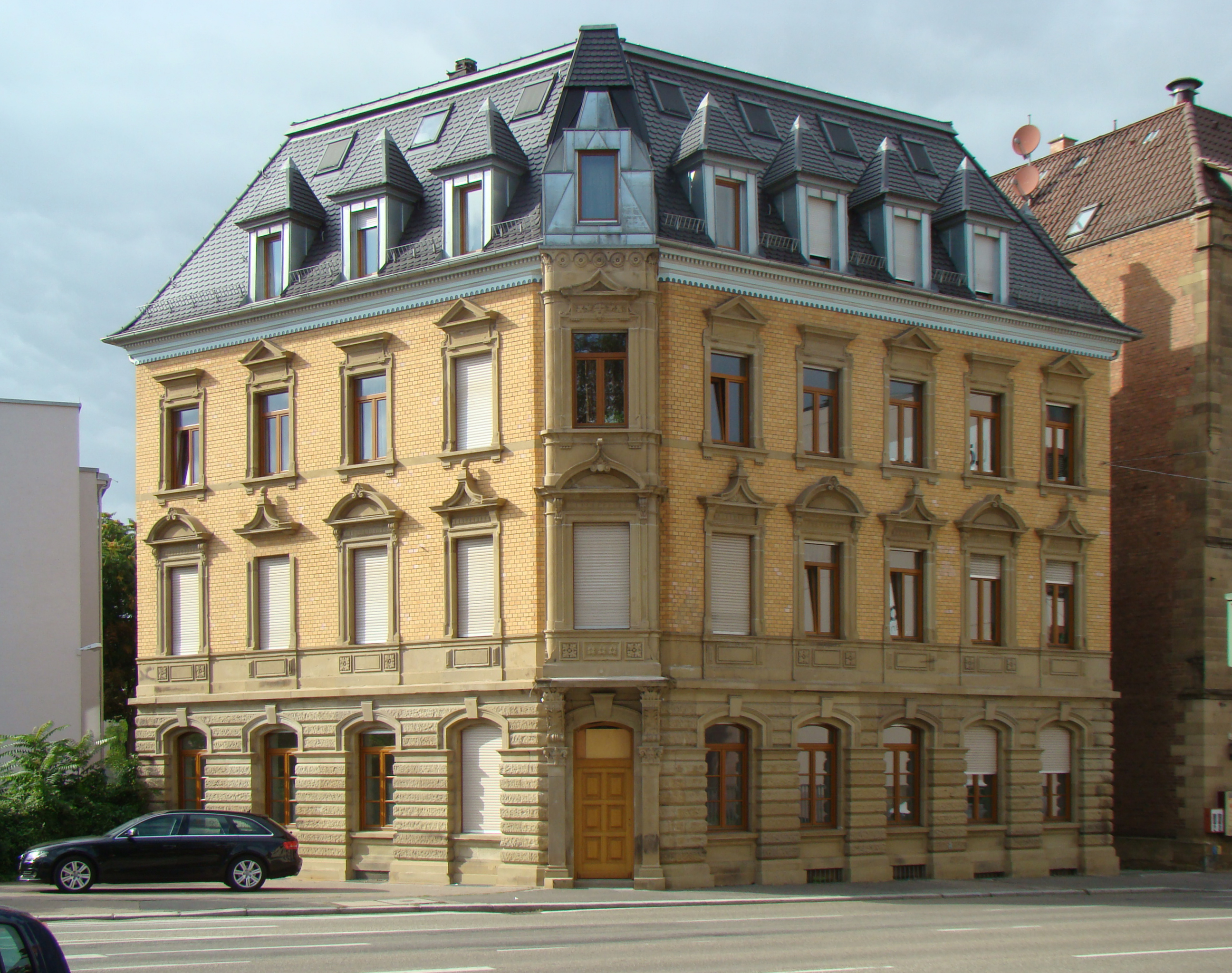
Der ehemalige Europäische Hof
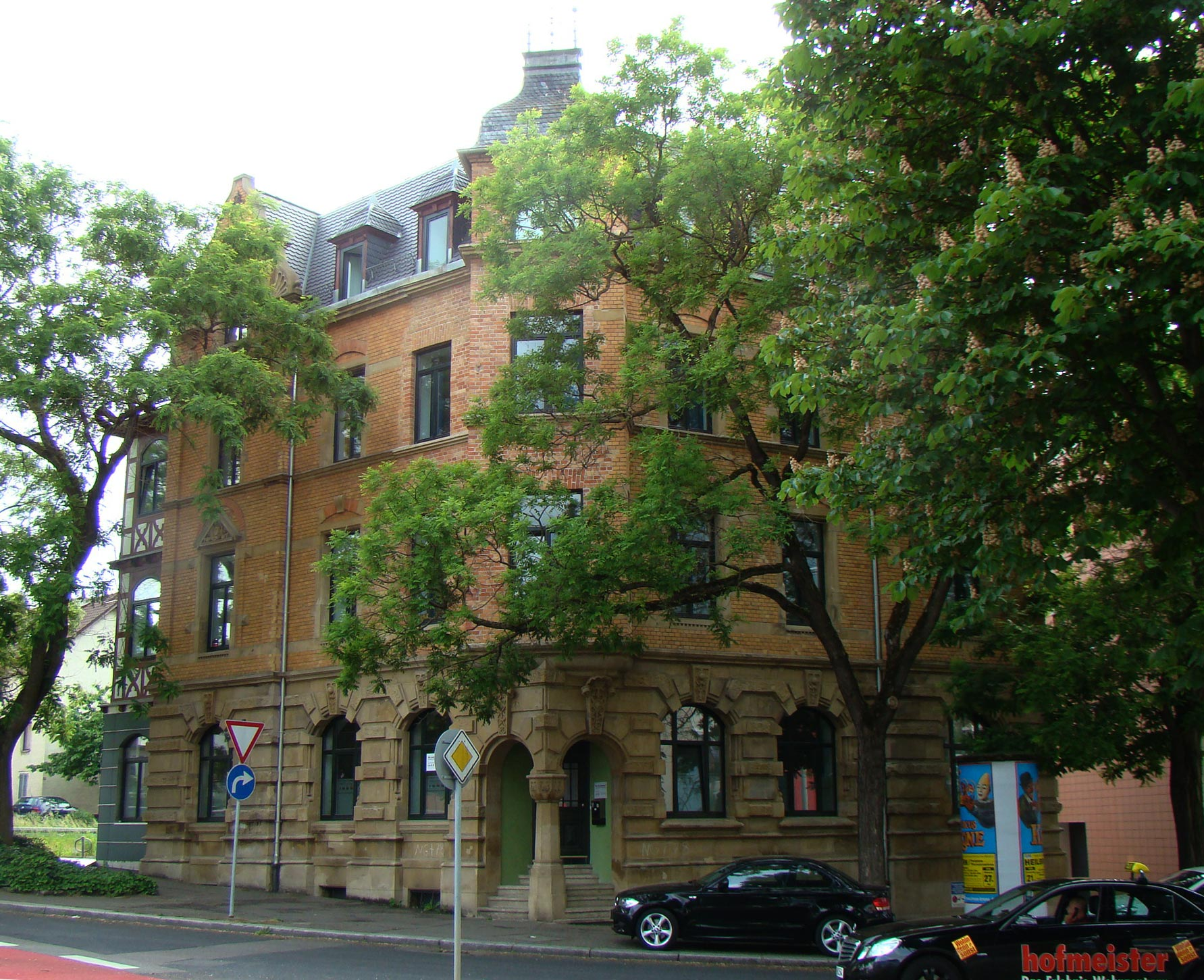
Die ehemalige Metro Bar
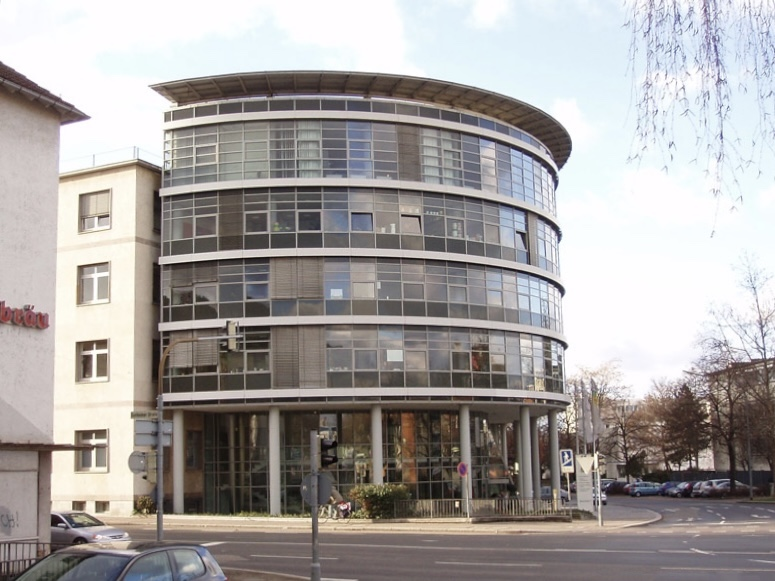
Das Knorr-Gebäude
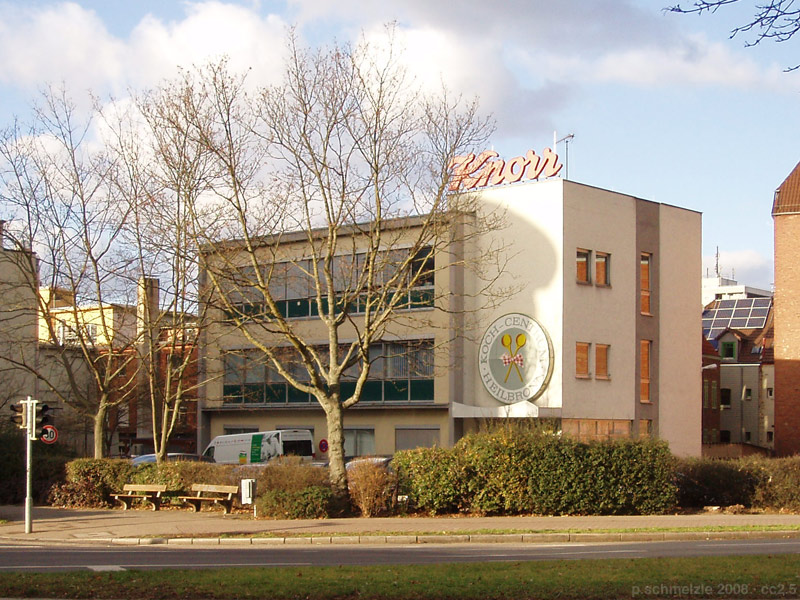
Das Knorr-Kochzentrum